# Джон Горем Палфрі
Джон Горем Палфрі (англ. John Gorham Palfrey; 2 травня 1796, Бостон, Массачусетс — 26 квітня 1881, Кембридж (Массачусетс))  — американський священник, письменник, політик, конгресмен, педагог.

## Біографія
Навчався в Академії Філіпса в Ексетері в Нью-Гемпширі, потім до 1815 року вивчав богослов'я в Гарвардському університеті. У 1818 році висвячений у сан священника унітарної церкви. Служив у Бостоні.
Був професором Кембриджського університету. З 1828 року став членом Наглядової ради Гарвардського університету.
У 1831–1839 роках працював професором біблійного богослов'я та деканом Гарвардської школи богослов'я.
У 1835–1843 також редагував газету North American Review. Політик, член партії вігів. Представник у Палаті представників Массачусетсу (1842–1843); у 1844–1848 був секретарем Співдружності, виконуючим обов'язки чиновника уряду штату Массачусетс.
На виборах до Конгресу США 1846 року обраний до Палати представників Сполучених Штатів у Вашингтоні, округ Колумбія, від Четвертого округу Массачусетса.
У 1861–1867 роках служив головним поштмейстером у Бостоні. Займався літературною творчістю. Був видавцем North American Review (1835–1842).
У середині 1870-х він переніс інсульт. Помер у Кембриджі 26 квітня 1881 року.
Дочка його, Сара, видала під псевдонімом С. Foxton кілька томиків віршів: «The Chapel» (1880), «Blossoming rod» (1887) та ін.

## Вибрані твори
- "Lectures on Jewish scriptures and antiquities" (Бостон, 1833-52),
- «History of New England» (1858-75 і 2-ге вид., 1884) та ін.